# سومار
سومار (به کُردی:سه‌ومار) شهری مرزی در بخش سومار شهرستان قصر شیرین در استان کرمانشاه ایران است.
این شهر به عنوان کوچکترین ترین نقطه شهری در استان کرمانشاه و همچنین کوچکترین شهر در ایران شناخته می‌شود‌.
در کتیبه های آشوری نام شهر سومار به شکل دیرین آن یعنی سومورزو ذکر شده است این کلمه را به لغت اوستایی می توان به معنی زمین چمنزاری گرفت. می دانیم که این شهر مکان قشلاقی ایلات منطقه بوده است
سومار کم جمعیت‌ترین شهر ایران و یکی از شهرهای شهرستان قصرشیرین است که بین دو استان کرمانشاه  و ایلام تقسیم شده است. این شهر مرزی میان بلندی‌های سارات، چغاامان و اردوبان قرار دارد و بلندی‌های مرزی گیسکه و کهنه‌ریگ همچون دیوار بلندی در غرب شهر قرار گرفته‌است.

سر در ورودی شهر سومار در استان کرمانشاه

این منطقه فرصت و مکانی خوب است برای عبور کول بران مرزی گیلانغرب و قصرشیرین که اکثر آنها جوانان هستند که شغلی برای آنها در شهر خود نبوده و عبور از مناطق صعب‌العبور این مرز فرصت قاچاق لوازم خانگی ، سوخت ، قطعات خودرو ، نوشیدنی های الکلی و … فراهم می‌سازد. 
سومار در مرز ایران و عراق واقع شده و فاصله آن با شهر مندلی عراق پانزده کیلومتر و یکی از نزدیکترین شهرهای ایران به بغداد است. این شهر دارای آب و هوایی ملایم در زمستان و تابستان‌هایی نسبتاً گرم است. سطح آن نیز با تپه‌ماهور پوشیده شده‌است. 
کشاورزی و دامپروری رونق خاصی در این منطقه دارد و محصولات باغی آن مرکبات و انگور و خرماست. انواعی از محصولات جالیزی در این منطقه رشد می‌کند. نفت‌شهر نیز از توابع آن دارای منابع گازی و نفتی است که هم‌اکنون از آن‌ها استفاده می‌شود. در این منطقه رودخانه دائمی کنگیر جاری است.
سومار از ۳۱ شهریور ۱۳۲۴ با تصویب هیئت وزیران شاهنشاهی پهلوی ایران، مرکز بخش ارگوازی(ارکوازی) و این بخش همراه با ايوان غرب وگیلان غرب وسرپل ذهاب، بخش‌های شهرستان تازه تأسیس قصر شیرین شدند.
در کتیبه های آشوری نام شهر سومار به شکل دیرین آن یعنی سومورزو ذکر شده است این کلمه را به زبان شیرین اوستایی می توان به معنی زمین چمنزاری گرفت. می دانیم که این شهر مکان قشلاقی ایلات منطقه بوده است

## جمعیت
بر پایه سرشماری عمومی نفوس و مسکن در سال ۱۳۹۵ جمعیت این مکان ۱۸۰ نفر (۹ خانوار) بوده‌است؛ که با این حساب، این شهر جزو ۱۰ شهر دارای کمتر از ۱۰۰۰ نفر جمعیت در ایران است.
.

## وضعیت کنونی مردم سومار
اغلب مردم سومار در شهرهای نزدیک استانهای کرمانشاه و ایلام مستقر هستند. بیشتر مردم این بخش از مردمان کلهر ایوانی می‌باشند و هم‌اکنون بیشترشان در ايوانغرب و گیلانغرب زندگی می‌کنند.

## زبان و طایفه
مردم سومار همگی کُرد هستند و به زبان  کردی کلهری تکلم می‌کنند ؛ مردم سومار اکثریت از ایل کلهر و غالب جمعیت آنان از تیرۀ کلهر گیلان غرب و ایوان غرب و اقلیت کمی از ایل ارکوازی هم در بخش هستند.  . 

## قومیت
مردم شهر سومار کرد بوده و از ایلات کلهر ، بولی، ارکوازی و..... تشکیل شده است.